# Diego Galaz
Diego Galaz (Burgos, 1976) és un músic espanyol, conegut per la seva faceta de compositor i, sobretot, com a intèrpret de violí i d'instruments poc convencionals com el xerrac o el violí-trompeta.
La seva carrera (especialment com a violinista) l'ha portat a col·laborar en gires i enregistraments de nombrosos músics i grups espanyols i estrangers (Jorge Drexler, Joaquín Sabina, Revòlver, M Clan, Carlos Núñez, Alasdair Fraser, Pedro Guerra, Ismael Serrano, Celtas Cortos, Pepe de Lucía, Luis Pastor, Coque Malla, etc.).
També ha participat com a intèrpret en l'enregistrament de nombroses bandes sonores (El gran Vázquez, Primos) i ha compost la de pel·lícules com el documental Argentina, la casa desapareguda (2002), dirigit per Álvaro Alonso de Armiño i Lino Varela.
Al costat de l'acordionista Jorge Arribas va fundar el duet Feten Feten, interpretant composicions pròpies i d'altres músics de gran experiència professional, com Nacho Mastretta. Els seus discos no han estat produïts per cap companyia discogràfica tradicional, sinó que es va sufragar amb les aportacions dels seguidors del dúo.
En l'actualitat Galaz es bolca en el seu projecte personal Feten Feten, amb el qual està a punt de treure el seu quart disc. De la mateixa manera, col·labora amb artistes de la talla de Rozalén, instrumentant algunes de les seves cançons o actuant en els seus directes. És el violinista de l'orquestra de Mastretta. Organitza també anualment a la seva ciutat natal un Festival d'Instruments Insòlits.
Una de les seves partitures es va publicar al catàleg del fotògraf David Palacín per a la Biennal de Dakar (2002), on també col·laboraven altres músics com Youssou N'Dour i el cantaor flamenc El Cabrero.
Va ser el pregoner de les festes patronals de Sant Pere i Sant Pau 2015 a la seva ciutat natal, Burgos.